# Pas de Karakoram
El Pas de Karakoram (en hindi: क़राक़रम दर्रा, en xinès simplificat: 喀喇昆仑山口, en xinès tradicional: 喀喇崑崙山口, en pinyin: Kālǎkūnlún Shānkǒu) és el punt que comunica l'Índia i el Turquestan Oriental just entre les dues regions situat al massís de Karakoram. Encara que el terme pas es fa servir en sentit de coll, això no és totalment correcte. Fou creuat per primer cop pel Dr. T. Thomson, de l'exèrcit bengalí, que hi va arribar el 19 d'agost de 1848. La seva altura és d'uns 5.750 metres.